# La Groupie du pianiste
Singles de Michel Berger
Ça balance pas mal à Paris
(1976) Celui qui chante
(1980)
Clip vidéo
[vidéo] « La Groupie du Pianiste (Archive INA) », sur YouTube

La Groupie du pianiste est une chanson écrite, composée et interprétée par Michel Berger pour l'album Beauséjour paru en 1980. Elle est la chanson qui a véritablement lancé la carrière du chanteur.

## Vue d'ensemble
En 1978, Michel Berger est un auteur-compositeur en vue depuis le début de la décennie grâce à son travail de directeur artistique pour Véronique Sanson, mais aussi pour avoir relancé la carrière de Françoise Hardy et surtout France Gall. Parallèlement, Berger vient de lancer avec le parolier québécois Luc Plamondon l'opéra rock Starmania. Néanmoins, sa carrière de chanteur ne connaît pas le même élan que celle d'auteur-compositeur. En effet, Berger a sorti quatre albums studios entre 1973 et 1976 qui n'ont pas connu l'accueil commercial espéré, malgré un succès d'estime obtenu avec le single Écoute la musique en septembre 1973,.
C'est le 18 novembre 1978, lors d'une émission Numéro Un qui lui est consacrée, que Michel Berger dévoile un titre inédit qu'il vient d'enregistrer, La Groupie du Pianiste. Cette chanson raconte l'histoire d'une jeune fille qui ne vit que pour une vedette, rapport de fascination très fort dans la pop et la variété qui a toujours marqué Berger,,. Berger déposera le titre à la SACEM en mars 1979 et l'interprétera de nouveau lors d'une émission de fêtes de fin d'année en 1979 à la télévision suisse. Toutefois, la chanson faillit ne pas voir le jour, tant la maison de disque de Berger, WEA, a hésité à la sortir. Néanmoins, elle intègre l'album Beauséjour, qui sort en janvier 1980.

## Sortie et accueil
La Groupie du pianiste sort d'abord sur l'album Beauséjour en janvier 1980, en tant que titre d'ouverture, avant d'être publié en single à la même période avec Quelques mots d'amour en face B. La première édition du 45 tours met en avant la chanson, tandis que la seconde édition place Quelques mots d'amour au recto de la pochette en dessous de La Groupie du pianiste. Elle arrive à se hisser jusqu'à la 6e place des ventes en France durant l'été 1980, principalement la semaine du 26 juillet 1980. Il s'agit de la chanson de la consécration pour Michel Berger, puisqu'il s'agit de l'une des meilleures ventes de singles de sa carrière avec 400 000 exemplaires vendus.

## Crédits
- Michel Berger - piano, chœurs
- Paul Stallworth - basse
- Jim Keltner - batterie
- Paulinho Da Costa - percussions
- Dany Kooch - guitare
- Ben Beney - guitare
- Neil Larsen - piano électrique
- France Gall - chœurs

## Classements
| Classement (1980)   | Meilleure position |
| ------------------- | ------------------ |
| France (IFOP)       | 6                  |
| Québec (ADISQ)      | 27                 |
| Europe (Europarade) | 15                 |

| Classement (2018) | Meilleure place |
| ----------------- | --------------- |
| France (SNEP)     | 71              |

| Classement (1980) | Meilleure position |
| ----------------- | ------------------ |
| France (IFOP)     | 29                 |